# Рашмір (Вірджинія)
Рашмір (англ. Rushmere) — переписна місцевість (CDP) в США, в окрузі Айл-оф-Вайт штату Вірджинія. Населення — 1175 осіб (2020).

## Географія
Рашмір розташований за координатами 37°4′8″ пн. ш. 76°40′19″ зх. д. / 37.06889° пн. ш. 76.67194° зх. д. (37.068768, -76.671904).  За даними Бюро перепису населення США в 2010 році переписна місцевість мала площу 21,77 км², з яких 21,36 км² — суходіл та 0,41 км² — водойми.

## Демографія
Згідно з переписом 2010 року, у переписній місцевості мешкало 1018 осіб у 413 домогосподарствах у складі 290 родин. Густота населення становила 47 осіб/км².  Було 533 помешкання (24/км²).
Расовий склад населення:
| - 60,1 % — чорних або афроамериканців - 38,0 % — білих - 0,5 % — корінних американців - 0,2 % — азіатів |

До двох чи більше рас належало 0,6 %. Частка іспаномовних становила 0,4 % від усіх жителів.
За віковим діапазоном населення розподілялося таким чином: 21,2 % — особи молодші 18 років, 62,4 % — особи у віці 18—64 років, 16,4 % — особи у віці 65 років та старші. Медіана віку мешканця становила 46,9 року. На 100 осіб жіночої статі у переписній місцевості припадало 98,1 чоловіків;  на 100 жінок у віці від 18 років та старших — 90,0 чоловіків також старших 18 років.
Середній дохід на одне домашнє господарство  становив 57 956 доларів США (медіана — 28 750), а середній дохід на одну сім'ю — 85 911 долар (медіана — 75 583). За межею бідності перебувало 22,5 % осіб, у тому числі 25,4 % дітей у віці до 18 років та 15,1 % осіб у віці 65 років та старших.
Цивільне працевлаштоване населення становило 382 особи. Основні галузі зайнятості: виробництво — 29,1 %, освіта, охорона здоров'я та соціальна допомога — 20,2 %, науковці, спеціалісти, менеджери — 12,3 %, фінанси, страхування та нерухомість — 8,4 %.